# Castianeira minensis
Castianeira minensis is een spinnensoort uit de familie van de loopspinnen (Corinnidae).
De wetenschappelijke naam van de soort werd in 1926 gepubliceerd door Cândido Firmino de Mello-Leitão.